# Šmaver, Nova Gorica
Šmaver je naselje v Mestni občini Nova Gorica.